# Lotte Ohm
Lotte Ohm (* 1975 in Lübbecke, Nordrhein-Westfalen) ist eine deutsche Schauspielerin und Synchronsprecherin.

## Leben
Sie studierte an der Hochschule für Musik und Theater Leipzig von 1996 bis 2000.
Ohm spielte als Studentin am Schauspielhaus Leipzig, anschließend ging sie in ihr erstes Engagement am Berliner Ensemble. 2005 bis 2009 war Lotte Ohm Ensemblemitglied am Deutschen Theater Berlin. Sie arbeitete mit Regisseuren wie Michael Thalheimer, Jürgen Gosch, Dimiter Gotscheff und Bettina Bruinier zusammen. 2011 arbeitete sie in drei Produktionen am Staatsschauspiel Stuttgart.
In dem Film W wie Viktor der Filmakademie Ludwigsburg spielte Lotte Ohm unter der Regie von Ben von Grafenstein die Hauptrolle. 2006 wirkte Lotte Ohm als Eva in der Serie Verrückt nach Clara mit. Sie spielte außerdem Episodenrollen in den Produktionen Fürchte Dich nicht, Wilde Jungs, Tatort, Polizeiruf 110 und SOKO Wismar, Niemandsland, Für Elise, Der Dicke und Die Spur.
Sie arbeitete außerdem als Sprecherin für den Audioverlag Berlin, Hörbuch Hamburg und den RBB Berlin sowie als Synchronsprecherin. In der Netflix-Serie Orange Is the New Black spricht sie Küchengehilfin Gina Murphy.
Seit 2009 arbeitet sie freiberuflich für Theater, Film und Fernsehen.

## Filmografie (Auswahl)
- 2008: Tatort – Der tote Chinese
- 2008: Polizeiruf 110: Geliebter Mörder
- 2009: Mein Flaschengeist und ich
- 2010: Tatort – Hitchcock und Frau Wernicke
- 2010: Meine Familie bringt mich um!
- 2011: Fenster zum Sommer
- 2012: Wir wollten aufs Meer
- 2013: Der letzte Bulle (Fernsehserie, 1 Folge)
- 2013: In aller Freundschaft (Fernsehserie, 1 Folge)
- 2013: Bella Familia – Umtausch ausgeschlossen
- 2016: In aller Freundschaft (Fernsehserie, 1 Folge)
- 2017, 2019: Notruf Hafenkante (Fernsehserie, verschiedene Rollen, 2 Folgen)
- 2021: Wir Kinder vom Bahnhof Zoo (Fernsehserie, 1 Folge)
- 2022: Der Zürich-Krimi: Borchert und die bittere Medizin (Fernsehreihe)
- 2022: Das weiße Schweigen

## Hörbücher (Auswahl)
- 2011: Rick Riordan – Die Kane-Chroniken, Band 1: Die rote Pyramide
- 2012: Rick Riordan – Die Kane-Chroniken, Band 2: Der Feuerthron
- 2013: Rick Riordan – Die Kane-Chroniken, Band 3: Der Schatten der Schlange